# Формула-1 — Гран-прі Катару 2025
Гран-прі Катару 2025 (офіційно — Formula 1 Heineken Las Vegas Grand Prix 2025) — автоперегони чемпіонату світу з Формули-1, які відбудуться 30 листопада 2025 року. Гонка буде проведена на трасі Лусаїл в Лусаїлі, Катар. Це двадцять третій етап Чемпіонату світу та четверте Гран-прі Катару в історії. Гран-прі Катару також стало шостим та останнім спринт-вікендом в сезоні 2025 року.

## Розклад (UTC+2)
| Дата         | Подія                   | Час           |
| ------------ | ----------------------- | ------------- |
| 28 листопада | Вільний заїзд 1         | 15:30 - 16:30 |
| 28 листопада | Кваліфікація до спринту | 19:30 - 20:14 |
| 29 листопада | Спринт                  | 16:00 - 17:00 |
| 29 листопада | Кваліфікація            | 20:00 - 21:00 |
| 30 листопада | Перегони                | 18:00         |
| Джерело:     |                         |               |